# برنت (سوادکوه)
برنت، روستایی است از توابع بخش مرکزی شهرستان سوادکوه در استان مازندران ایران. این روستا با سابقه تمدنی طولانی از دو بخش ملاده و ملکده تشکیل میشود روستای برنت با داشتن نمادهای تمدنی ارزشمند چون نگینی در میان روستاهای منطقه می درخشد 
مورخ برجسته استاد منوچهر ستوده از بقایای کوشک اردشیر بابکان و عمارت و  حمام علیمحمد خان یاد میکند از دیگر نمادهای تمدنی برنت میتوان از وجود سه اسیاب ابی و حمام و مدرسه و مسجد و حوزه علمیه در گذشته نام برد این روستا از نظر اکوسیستم شامل سه بخش جنگل ؛ کوه و مرتع میباشد و بخاطر قرار داشتن در منشا حوزه آبریز رودخانه تلار تعداد زیادی چشمه های پر آب دارد رودخانه دلاور رود و آبشارهای آن از دیگر مواهب طبیعی است که این رو ستا را منحصر بفرد میکند  وجود سیستم آبرسانی از چشمه تا محل کوشک از دیگر علائم سابقه تمدنی این روستا است

## جمعیت
این روستا در دهستان خانقاه پی  قرار دارد و براساس سرشماری مرکز آمار ایران در سال ۱۳۸۵، جمعیت آن ۱۲۶ نفر (۳۳خانوار) بوده‌است.
بیشتر مردم برنت به کشاورزی باغداری و دامپروری البته تعداد زیادی از اهالی به شغل زنبورداری مشغول بکار هستند  